# 休倫港宣言
休倫港宣言（英語：Port Huron Statement），政治宣言，由美國學生運動團體學生爭取民主社會（Students for a Democratic Society，SDS）於1962年6月15日通過。這份文件的起草者，為湯姆·海登。

## 概論
這份宣言中，提到兩大問題，分別是美國南方的種族歧視與公民權，以及冷戰可能觸發核子戰爭，毀滅人類。